# Lampropeltis calligaster
Lampropeltis calligaster är en ormart som beskrevs av Harlan 1827. Lampropeltis calligaster ingår i släktet kungssnokar, och familjen snokar. IUCN kategoriserar arten globalt som livskraftig.
Arten förekommer i östra USA från östra Nebraska och Maryland till östra Texas och Florida. Den vistas i olika öppna landskap och gömmer sig i jordhålor eller under föremål. Honor lägger ägg.

## Underarter
Arten delas in i följande underarter:
- L. c. calligaster
- L. c. occipitolineata
- L. c. rhombomaculata